# День штурмана ВМФ РФ
День штурмана Военно-Морского Флота Российской Федерации — профессиональный праздник российских военнослужащих, чья деятельность напрямую связана с прокладкой курсов кораблей, судов и авиации ВМФ, исчислением перемещения и контролем за исправной работой навигационных приборов — штурманов. «День штурмана» отмечается в России ежегодно, 25 января.

## История и празднование
Выбор даты для празднования «Дня штурмана Военно-Морского Флота Российской Федерации» пал на 25 января не случайно. Именно в этот день в 1701 году император Российской империи Пётр Великий издал Указ в котором, в частности говорилось: «Быть математических и навигацких, то есть мореходных хитростно искусств учению». Для реализации царской воли была создана «Школа математических и навигацких наук», которая расположилась в городе Москве, в Сухаревой башне.
15 июля 1996 года Главнокомандующий Военно-Морского Флота Российской Федерации адмирал флота Громов, Феликс Николаевич издал приказ № 253 «О введении годовых праздников и профессиональных дней по специальности», в соответствии с которым «День штурмана Военно-Морского Флота России» следовало (начиная с 1997 года) отмечать в день выхода Петровского Указа, который, де-факто, основал штурманскую службу ВМФ Российской империи. До этого «День штурмана ВМФ России» отмечали дважды в год: 21 марта и 23 сентября (в день весеннего и осеннего равноденствия соответственно).